# (39396) 6243 P-L
6243 P-L (asteroide 39396) é um asteroide da cintura principal. Possui uma excentricidade de 0.07563950 e uma inclinação de 2.84009º.
Este asteroide foi descoberto no dia 24 de setembro de 1960 por Cornelis Johannes van Houten e Ingrid van Houten-Groeneveld e Tom Gehrels em Palomar.